# 索姆奈縣 (堪薩斯州)
索姆奈縣（英語：Sumner County，縮寫SU）是美国堪薩斯州南部的一個郡，南鄰奧克拉荷馬州，面積3,069平方公里。根據2020年美國人口普查，共有人口22,382人。縣治威靈頓。該縣成立於1867年，縣名紀念代表麻薩諸塞州的聯邦參議員查爾斯·索姆奈。